# Gewa
Gewa (hebräisch גֶּבַע Gevaʿ), auch Geva, ist ein zwischen Afula und Beit Scheʾan in der Jesreelebene gelegener Kibbuz im Nordwesten Israels. Er wurde bereits am 17. Dezember 1921 von russischen und polnischen Einwanderern gegründet. Der Kibbuz gehörte zu den ersten fünf jüdischen Siedlungen, die im Herbst 1921 in der Jesreelebene gegründet wurden. 

## Geschichte
Die Geschichte von Gewa hat auch eine deutsche Komponente, die ihren Anfang nahm mit einer Praktikantenausbildung in einem jüdischen Siedlungsprojekt im brandenburgischen Ort Halbe und über Gewa und Beit Alfa zum gescheiterten Gründungsversuch der Kvuza Zvi führte, wie die Berichte der Zeitzeugen Schlomo Ettlinger und Siegfried Hirsch belegen. 
Ettlinger ging im Sommer 1921 nach Palästina. Er nahm verschiedene Arbeiten an, bevor er sich einer aus Halbe nachgekommenen Gruppe und einigen anderen Mitgliedern des Blau-Weiß anschloss, die zusammen mit Mitgliedern des HaSchomer haZaʿir nach Gewa gingen. Zu dieser deutschen Gruppe, die Gewa mitgründete, gehörten laut Ettlinger Adolf Marx, Max Hirsch und seine Frau Bella Birk, Karl Steinschneider, Georg Brumm, Walter Joel, Fritz Neumann, Siegfried Hirsch, Jossel Nussbaum, Arthur Israelowitz und Anna Stern.
Bei Ettlinger und Siegfried Hirsch erfährt man wenig über die Entwicklung von Gewa; der Kibbuz scheint für die Gruppe eher eine Art Basisstation gewesen zu sein, von der aus sie die Besiedelung von Beit Alfa vorbereitete. Siegfried Hirsch referiert ein paar Eindrücke vom Zusammenleben der Gruppe und beschreibt die schweren Drainagearbeiten, wobei diese aber breitere Teile des Emek betrafen und weniger Gewa alleine. Die Drainagearbeiten wurden im Auftrag der Renania [hebräisch רַעֲנָנִיָה Raʿananiya], einer Tochtergesellschaft des Jüdischen Nationalfonds ausgeführt und auch bezahlt. Leiter dieser Gesellschaft waren Theodor Zlocisti und Joseph Loewy, die gelegentlich auch vorbeischauten und von Hirsch als „Bundesbrüder“, Mitglieder im Kartell Jüdischer Verbindungen also, bezeichnet wurden, dem auch viele der deutschen Gewa-Pioniere angehörten.
Ende 1922/Anfang 1923 verließen die deutschen Pioniere Gewa und zogen weiter nach Beit Alfa.
Ein weiteres Mal geriet Gewa 1933 in den Fokus deutscher Interessen. Um die Nationalsozialisten davon zu überzeugen, dass die Lösung der Judenfrage in der Auswanderung der deutschen Juden nach Palästina liege, reisten damals der deutsche Zionist Kurt Tuchler und der hochrangige SS-Offizier Leopold von Mildenstein, jeweils begleitet von ihren Ehefrauen, durch Palästina und kamen dabei auch nach Gewa.

„In der Jesreel-Ebene etwa bewunderte von Mildenstein die Leistung der Siedler, die innerhalb weniger Jahre die Sümpfe in fruchtbares Land verwandelt hatten. Der Leiter des Kibbuz Gewa, ein russischer Jude namens Gurion, erläuterte, dass das gemeinschaftliche Leben im Kibbuz den Mitgliedern soziale Absicherung bot und die Arbeitsabläufe effizienter machte. In der folgenden Diskussion kam von Mildenstein auf das Thema Geld zu sprechen, das für ihn untrennbar mit dem antisemitischen Klischee des raffgierigen Juden verbunden war. Er fragte Gurion, ob man nicht in der ständigen Versuchung sei, in die Städte zu gehen, um Geld zu verdienen. Gurion gab ihm darauf eine Antwort, die ihn für von Mildenstein zum Prototyp des "neuen Juden" werden ließ: "Wir wissen, daß wir unser Vaterland bauen und daß es nur gebaut werden kann, wenn jeder mit dem geringsten zufrieden ist. Wir kriegen unsere neue Heimat nicht geschenkt, wir müssen sie erarbeiten."[5] Ganz im Sinne der nationalsozialistischen Blut-und-Boden-Ideologie, die eine Rasse als Produkt der (mystischen) Verbindung eines Volkes mit dem Boden, mit dem es historisch verwurzelt ist, definierte, entdeckte von Mildenstein in der Person Gurions einen idealistischen und anspruchslosen Menschen, der im Gegensatz zum angeblich von Natur aus nomadischen Juden eng mit seinem Land verbunden war und mit seinen eigenen Händen hart arbeitete, um sein Volk zu verändern: "Die gedrungene Gestalt Gurions steht vor uns im Mondlicht. Er paßt zu diesem Boden. Der Boden hat ihn und seine Gefährten in einem Jahrzehnt neu gestaltet. Diese neuen Juden sind ein neues Volk."“

1995 hatte der Kibbuz 547 Einwohner, im Jahr 2018 waren es 628 Einwohner. Er liegt auf einer Höhe von 15 Metern über dem Meeresspiegel.
Die Einwohner leben hauptsächlich von der Landwirtschaft (Mandeln, Citrusfrüchte, Rinderhaltung, Fischzucht) und Maschinenbau (pneumatischer Anlagenbau). Der Tourismus spielt kaum eine Rolle.
Der 2016 verstorbene Shimon Peres lebte zeitweilig in Gewa.